# Судан на летних Олимпийских играх 1968
Судан принимал участие в Летних Олимпийских играх 1968 года в Мехико (Мексика) во второй раз за свою историю, пропустив Летние Олимпийские игры 1964 года, но не завоевал ни одной медали.

## Результаты соревнований

### Бокс
| Категория | Спортсмены                  | Первый раунд                                                  | Второй раунд                                                    | Третий раунд         | 1/4 финала           | 1/2 финала           | Финал                | Итоговое место |
| Категория | Спортсмены                  | Соперник Результат                                            | Соперник Результат                                              | Соперник Результат   | Соперник Результат   | Соперник Результат   | Соперник Результат   | Итоговое место |
| --------- | --------------------------- | ------------------------------------------------------------- | --------------------------------------------------------------- | -------------------- | -------------------- | -------------------- | -------------------- | -------------- |
| до 57 кг  | Хвад Ибрагим Абдель Хамид   |                                                               | Антонио Рольдан (MEX) П 0:5 (55:60, 56:60, 56:59, 55:60, 51:60) | Завершил выступление | Завершил выступление | Завершил выступление | Завершил выступление | 17             |
| до 60 кг  | Сайед Абдель Гадир          | Эухенио Фебус (PUR) В 5:0 (60:58, 58:57, 60:58, 60:57, 60:57) | Педро Агуэро (ARG) П 0:5 57:60, 57:60, 58:60, 57:59, 58:59)     | Завершил выступление | Завершил выступление | Завершил выступление | Завершил выступление | 17             |
| до 71 кг  | Абдель Вахаб Абдуллах Салих |                                                               | Принс Амартей (GHA) П 1:4 (60:59, 56:59, 57:59, 57:60, 58:59)   | Завершил выступление | Завершил выступление | Завершил выступление | Завершил выступление | 17             |

### Лёгкая атлетика
Мужчины
Беговые дисциплины
| Дисциплина        | Спортсмены      | Предварительный раунд | Предварительный раунд | Предварительный раунд | Четвертьфиналы       | Четвертьфиналы       | Четвертьфиналы       | Полуфиналы           | Полуфиналы           | Полуфиналы           | Финал                | Финал                |
| Дисциплина        | Спортсмены      | Забег                 | Время                 | Место                 | Забег                | Время                | Место                | Забег                | Время                | Место                | Время                | Место                |
| ----------------- | --------------- | --------------------- | --------------------- | --------------------- | -------------------- | -------------------- | -------------------- | -------------------- | -------------------- | -------------------- | -------------------- | -------------------- |
| бег на 100 метров | Морган Гесмалла | 7                     | 11,09                 | 8                     | Завершил выступление | Завершил выступление | Завершил выступление | Завершил выступление | Завершил выступление | Завершил выступление | Завершил выступление | Завершил выступление |
| бег на 200 метров | Морган Гесмалла | 3                     | 22,70                 | 7                     | Завершил выступление | Завершил выступление | Завершил выступление | Завершил выступление | Завершил выступление | Завершил выступление | Завершил выступление | Завершил выступление |
| бег на 400 метров | Анджело Хуссейн | 2                     | 47,80                 | 5                     | Завершил выступление | Завершил выступление | Завершил выступление | Завершил выступление | Завершил выступление | Завершил выступление | Завершил выступление | Завершил выступление |
| бег на 400 метров | Анджело Хуссейн | 2                     | 47,80                 | 5                     | Завершил выступление | Завершил выступление | Завершил выступление | Завершил выступление | Завершил выступление | Завершил выступление | Завершил выступление | Завершил выступление |
| бег на 800 метров | Анджело Хуссейн | 5                     | 1:53,4                | 6                     |                      |                      |                      | Завершил выступление | Завершил выступление | Завершил выступление | Завершил выступление | Завершил выступление |